# 専修学校の専門課程の修了者に対する専門士及び高度専門士の称号の付与に関する規程
専修学校の専門課程の修了者に対する専門士及び高度専門士の称号の付与に関する規程（せんしゅうがっこうのせんもんかていのしゅうりょうしゃにたいするせんもんしおよびこうどせんもんしのしょうごうのふよにかんするきてい、平成6年6月21日文部省告示第84号）とは、条件を満たす専修学校の専門課程の修了者に対して、専門士および高度専門士の称号を付与する規程である。
省令ではなく、告示である。
この告示の旧称は、専修学校の専門課程の修了者に対する専門士の称号の付与に関する規程であり、「及び高度専門士」の字句が含まれていない。これは、当時は高度専門士の称号が創設されていなかったためである。

## 概要
この告示は、
- 条件を満たす2年制以上の専修学校の専門課程の修了者に対して → 専門士の称号
- 条件を満たす4年制以上の専修学校の専門課程の修了者に対して → 高度専門士の称号

の付与をそれぞれ可能とするためのものである。
この告示は学校同士の接続を規定するものではないが、文部科学省所管のほかの諸規定（省令・告示等）と相まって、専門士の称号を有する者は大学（学部）に編入学することができること、高度専門士の称号を有する者は大学院に入学することができることが、法令上は明らかにわかる。ただし各大学（大学院を含む）の学則にもよるため、実際の編入学・入学に際しては各大学等に個別に問い合わせるのが妥当である。

## 表記
文部科学省の通知によると「卒業証書等の表記においては、専門士には（　）書きで修了した分野の専門課程名を付記することとします。」とされている。
例　専門士（工業専門課程）
例　高度専門士（工業専門課程）

## 歴史
告示番号および改正履歴
告示番号
平成6年6月21日文部省告示第84号
改正履歴
- 平成12年12月11日文部省告示第181号
- 平成17年9月9日文部科学省告示第139号
- 平成19年12月25日文部科学省告示第146号
- 平成24年3月30日文部科学省告示第70号